# Sooden-Allendorfer Werratal
Das Sooden-Allerdorfer Werratal umfasst einen Teil des Werratales innerhalb des Unteren Werraberglandes im hessischen Werra-Meißner-Kreis und mit einem kleinen Anteil im thüringischen Landkreis Eichsfeld in Deutschland.

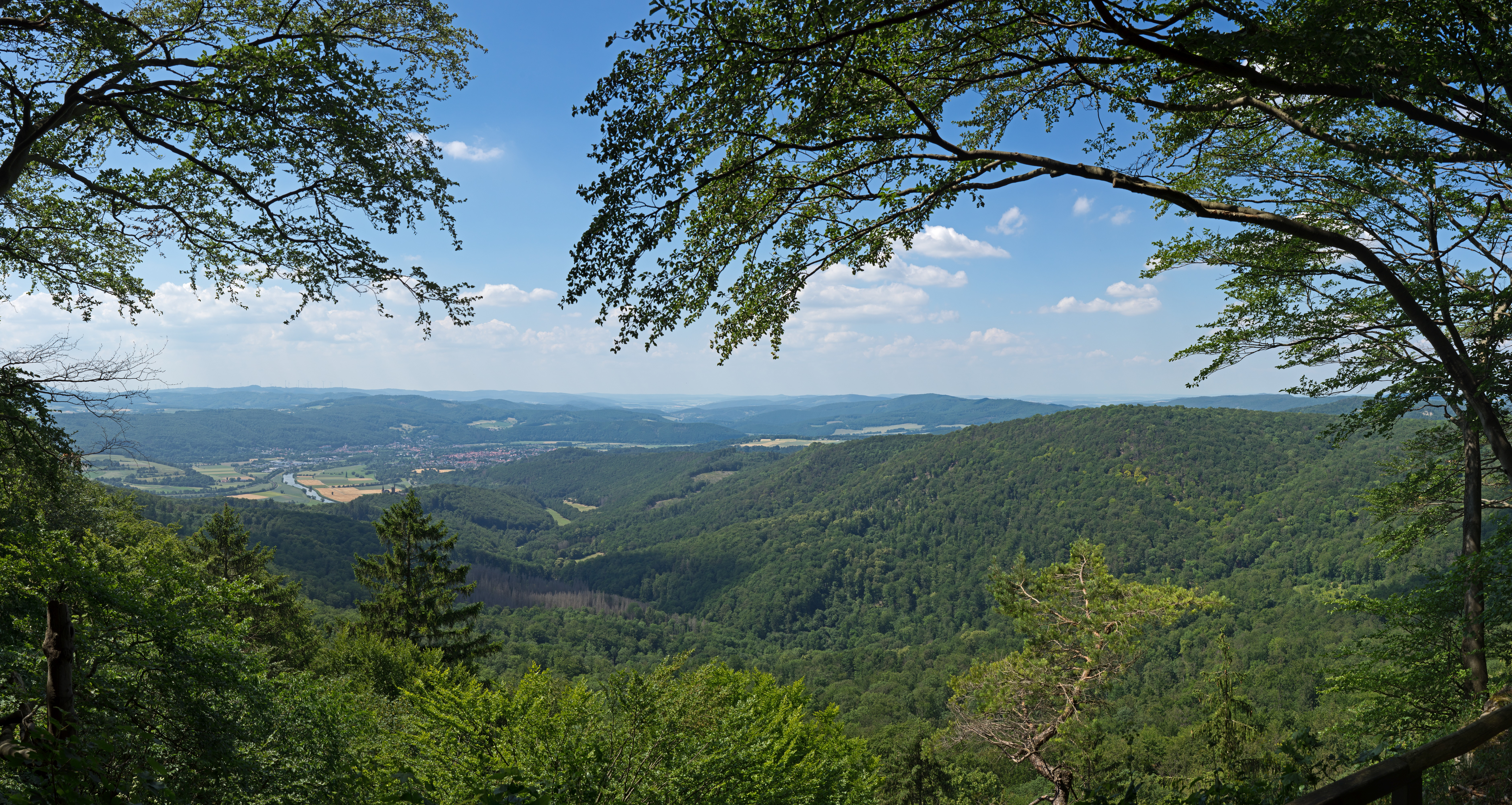
Blick vom Hohestein auf Bad Sooden-Allendorf

## Geographische Lage
Der Abschnitt des Sooden-Allendorfer Werratales liegt zwischen Jestädt nordwestlich von Eschwege im Süden und Wendershausen südlich von Witzenhausen im Norden und ist etwa 13 Kilometer lang. Die namensgebende Stadt Bad Sooden-Allendorf befindet sich im mittleren Teil, im nördlichen Bereich verlief die ehemalige Innerdeutsche Grenze. 

## Naturräumliche Gliederung

Blick vom Lindewerrablick ins Tal der Werra

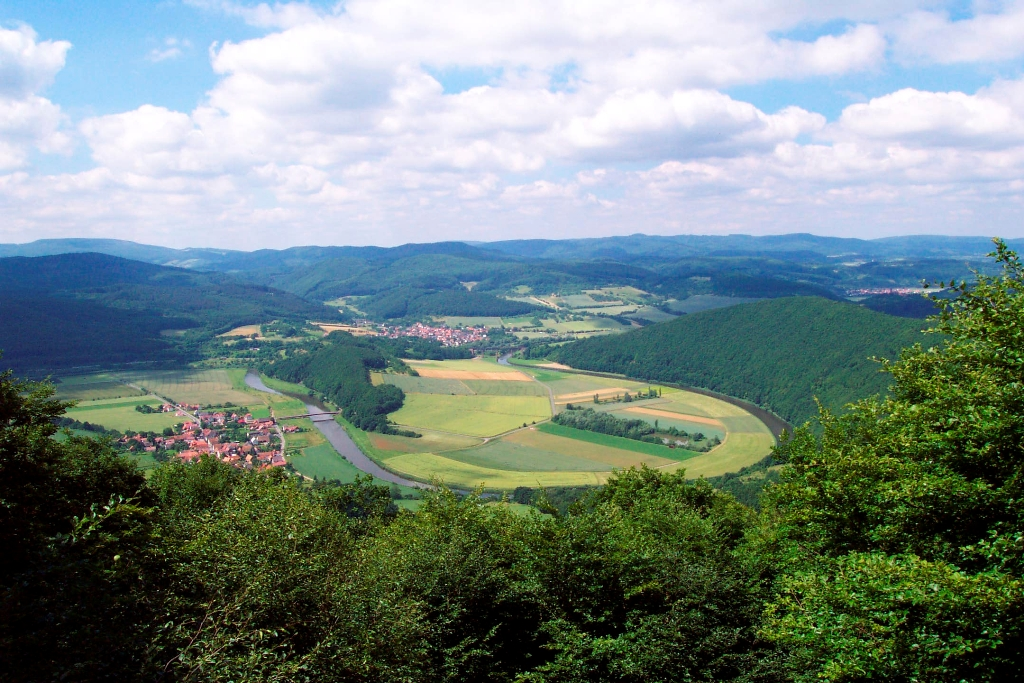
Die Werraschleife bei Lindewerra von der Teufelskanzel gesehen

Das Sooden-Allendorfer Werratal wird nach Blatt Kassel wie folgt gegliedert:
- (zu 35 Osthessisches Bergland)
  - (zu 358 Unteres Werrabergland)
    - 358.3 Sooden-Allerdorfer Werratal
      - 358.30 Albunger Werratal
      - 358.31 Allendorfer Weitung
      - 358.32 Lindewerra-Werleshäuser Schlingen

## Natur
Das Sooden-Allendorfer Werratal umfasst die engen Tallagen mit seinen lößbedeckten Terrassen im Norden und Süden sowie die beckenförmige Weitung östlich von Bad Sooden-Allendorf. Das Tal wird überwiegend landwirtschaftlich genutzt und wird von folgenden bewaldeten Höhenzügen und Randerhebungen eingegrenzt:
- Soodener Bergland (Roßkopf: 482 m und Namenlos: 353 m) im Westen
- Neuseesen-Werleshäuser Höhen (Ebenhöhe: ca. 320 m) im Norden
- Höheberg (Junkerkuppe: 511 m) im Nordosten
- Gobert (Dietzenröder Stein: 496 m und Hörnespitze: 523 m) im Osten
- Südliches Gobertvorland (Uhlenkuppe: ca. 385 m) im Südosten

## Sehenswertes
- Altstadt und Kureinrichtungen in Bad Sooden-Allendorf
- Zweiburgenblick bei Werleshausen auf die Burg Ludwigstein und die Burg Hanstein
- Grenzmuseum Schifflersgrund bei Asbach-Sickenberg
- Stockmachermuseum in Lindewerra
- Gutshof in Werleshausen
- Kirche in Wahlhausen